# Infraestrutura crítica
Infraestrutura crítica é um termo usado por governos para descrever ativos e serviços, públicos ou privados, que são essenciais para o funcionamento 
da sociedade e da economia – a infraestrutura.

## Brasil
Em agosto de 2003, o então presidente Lula, através do Decreto nº 4.801, criou a Câmara de Relações Exteriores e Defesa Nacional (CREDEN), presidida pelo chefe do Gabinete de Segurança Institucional da Presidência da República (GSI) e com o objetivo de formular políticas públicas e diretrizes a respeito de assuntos relacionados a defesa nacional e relações exteriores.
Em outubro de 2007, em sua Resolução nº 2, a CREDEN submeteu ao Presidente da República a proposta de inclusão dos assuntos relacionados a segurança de infraestruturas críticas e também segurança da informação nas competências da CREDEN. Essa mesma Resolução instituiu um Grupo Técnico de Segurança de Infraestruturas Críticas (GTSIC) para propor medidas e ações de segurança para as infraestruturas críticas dos setores de energia, transporte, água e telecomunicações.
Em fevereiro de 2008 foi publicada a Portaria nº 2 do GSI, a qual definiu, em seu artigo 2º, infraestrutura crítica como sendo "as instalações, serviços e bens que, se forem interrompidos ou destruídos, provocarão sério impacto social, econômico, político, internacional ou à segurança nacional". Essa Portaria também instituiu grupos técnicos para implementarem ações voltadas à segurança das infraestruturas críticas e estabeleceu as seguintes cinco áreas como prioritárias:
- Energia
- Transporte
- Água
- Telecomunicações
- Finanças

Em julho de 2018 o GSI publicou sua Portaria nº 53, que incluiu a seguinte área na lista de prioritárias:
- Biossegurança e Bioproteção

### Grupos Técnicos
Em fevereiro de 2008, a Portaria nº 3 do GSI instituiu, por tempo indeterminado, o Grupo Técnico de Segurança de Infraestruturas Críticas de Energia (GTSIC - Energia).
Em agosto de 2019, o ministro Augusto Heleno, publicou a Portaria nº 73 do GSI, que revogou todas as Portarias do GSI que criavam grupos técnicos relacionados à segurança de infraestruturas críticas.

### Política Nacional
Em novembro de 2018 o presidente Michel Temer publicou o decreto nº 9.573, que estabeleceu a Política Nacional de Segurança de Infraestruturas Críticas (PNSIC).
A PNSIC, em seu artigo 13º, delegou à Câmara de Relações Exteriores e Defesa Nacional do Conselho de Governo (CREDEN) a elaboração da Estratégia Nacional de Segurança de Infraestruturas Críticas e do Plano Nacional de Segurança de Infraestruturas Críticas, no prazo de dois anos da data de publicação da PNSIC.

### Estratégia Nacional
Em dezembro de 2020 o presidente Jair Bolsonaro publicou, através do decreto nº 10.569, a Estratégia Nacional de Segurança de Infraestruturas Críticas (Ensic).

### Plano Nacional
Em setembro de 2022 o presidente Jair Bolsonaro publicou, através do decreto nº 11.200, o Plano Nacional de Segurança de Infraestruturas Críticas (Plansic).

## União Europeia
Em dezembro de 2006, a União Europeia publicou o Programa Europeu para Proteção das Infraestruturas Críticas (PEPIC).